# DBS Bank
Pour les articles homonymes, voir DBS.

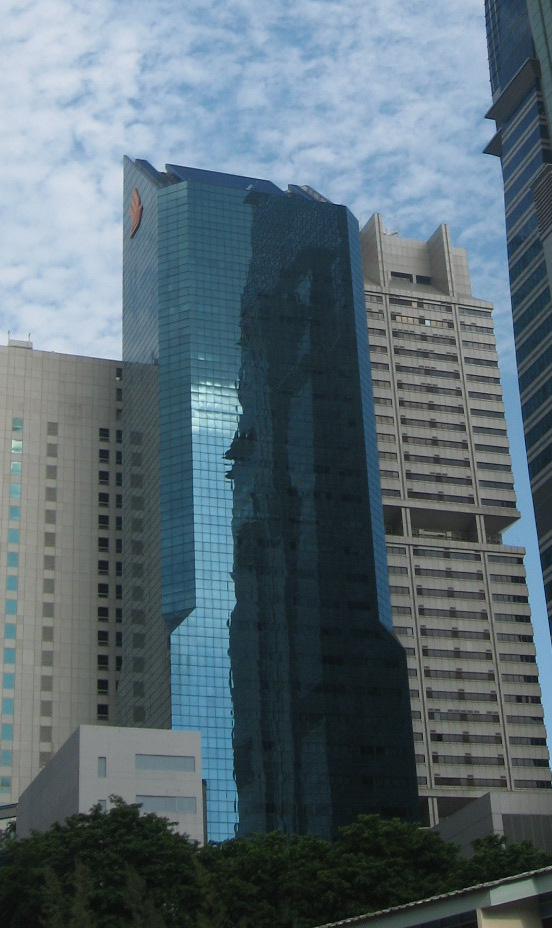
La DBS Tower I à Singapour

DBS Bank est une banque dont le siège social est situé à Marina Bay à Singapour. La société était connue sous le nom de The Development Bank of Singapore Limited, avant que le nom actuel ne soit adopté en juillet 2003 pour refléter l'évolution de son rôle en tant que banque régionale.

## Histoire
La banque a été créée par le gouvernement de Singapour en juillet 1968 pour reprendre les activités de financement industriel du Economic Development Board. Avant 2003, la banque s'appelait The Development Bank of Singapore.
En novembre 2013, DBS annonce vendre ses actions restantes dans Bank of the Philippine Islands, soit 9,9 % des actions, pour 850 millions de dollars aux fonds Ayala Corporation et au Government of Singapore Investment Corporation.
En mars 2014, la Société générale, vend sa filiale de banque privée en Asie à DBS Bank pour 158 millions de dollars,.
En janvier 2022, DBS annonce l'acquisition pour 700 millions de dollars des activités de banque de détail de Citigroup à Taïwan, regroupant 3 500 salariés.

## Activité
La DBS Bank est la plus grande banque d'Asie du Sud-Est par ses actifs et parmi les plus grandes banques d'Asie, avec un actif total de 482 milliards de dollars au 31 décembre 2016. Elle détient des positions dominantes sur les marchés de la banque à la consommation, de la trésorerie et des marchés, de la gestion d'actifs, du courtage en valeurs mobilières, des fonds d'actions et de dettes à Singapour et à Hong Kong.
Présente sur 17 marchés, la banque dispose d'un réseau régional de plus de 250 agences et de plus de 1 100 distributeurs automatiques répartis dans 50 villes.